# Alex Boncayao-Brigade
Die Alex Boncayao-Brigade (ABB) ist eine Terrorgruppe, die auf den Philippinen mit Entführung, Erpressung und Auftragsmorden in Erscheinung tritt. Sie spaltete sich von der terroristischen „New People’s Army “ (NPA) ab, der unter Marcos verbotenen Kommunistischen Partei der Philippinen. ABB-Kämpfer ermordeten mehr als 100 Menschen, darunter einen Oberst der US-Armee (1989).

## Name und Geschichte
Die Alex Boncayao-Brigade ist aus der kommunistischen New People’s Army hervorgegangen und nach einem Gewerkschaftsführer benannt, der 1983 von Sicherheitskräften der Philippinen getötet worden war. Die Brigade wurde im Mai 1984 gegründet, als Ferdinand Marcos mit Hilfe des Kriegsrechts regierte und seine Legitimation durch den Mord an Oppositionsführer Benigno Aquino verloren hatte.
Die Brigade war in den späten achtziger Jahren besonders aktiv, nachdem Marcos abgetreten war und seinen Platz als Präsident an Corazon Aquino verloren hatte. Dieser Wechsel führte zu einem substantiellen Austrocknen an Hilfeleistungen seitens der kommunistischen Bewegung an die Brigade, die daraufhin einen Strategiewechsel vollzog und bewaffnete Angriffe auf Regierungsbeamte, Polizisten und US-amerikanische Militärberater ausführte. Ihre Aktivitäten verringerten sich in den 1990er-Jahren, auch wegen einer ideologischen Spaltung innerhalb der kommunistischen Truppe, die interne Spannungen auslöste. Eine Fraktion wurde von José María Sison geführt, der sich im Exil in den Niederlanden befand und der die Bewegung ursprünglich gegründet hatte. Die andere Fraktion stand unter der Führung von Felimon Lagman, dem Anführer des Manila-Flügels und der auch die Alex Boncayao-Brigade befehligte.
Anfang 1994 nahm die Brigade ihre Terroranschläge wieder auf, doch konnte im Mai 1994 Lagmán in Quezon verhaftet werden, wahrscheinlich nach einem Verrat. Unter dem neuen Anführer Sergio Romero wurden ab Ende 1995 wieder Anschläge verübt; seither vermuten die Behörden weniger politische als eher kriminelle Hintergründe.
Im April 2007 brach die Alex Boncayao-Brigade auseinander und teilte sich in zwei getrennte Fraktionen auf. Die eine wird von Nilo de la Cruz, die andere von Veronica Tabara angeführt. Die jeweiligen Mannschaftsstärken sind nicht bekannt.
Durch die Spaltung kam es auch zu zwei Machtbereichen: die Tabara-Paduano Group von Veronica Tabara und Stephen Paduano ist in Paduano und ganz Negros Occidental aktiv. In Luzon und der Provinz Iloilo hat die Fraktion von Nilo de la Cruz mehr Anhänger. In Panay, Mindanao, Aklan und Antique gibt es ABB Anhänger die mit unterschiedliche n Fraktionen sympathisieren.

## Ziele, Taktik und Methoden
Ursprünglich mordete die Brigade Beamte in Manila. In vielen Fällen ging es einfach darum, die Waffen der Polizisten zu erbeuten. Ende der achtziger Jahre kündigte die Gruppe an, US-Militärstützpunkte anzugreifen und ermordete Oberst James Rowe, der der Joint United States Military Assistance Group (JUSMAG) angehörte.
Die übliche Taktik war der Angriff auf eine einzige Person, doch entschuldigte sich die Brigade 1995 für den Tode von Unbeteiligten, einem fünfjährigen Jungen und einem chinesisch-stämmigen Geschäftsmann.
Die Brigade greift auch Ölkonzerne an, die beschuldigt werden, philippinische Arbeiter auszubeuten. Im Jahre 2000 griff sie das Büro des Departments of Energy in Manila an sowie die Shell Petroleum Corporation und die Petron Corporation.
Zwei Mitglieder der Brigade wurden 2005 verhaftet, weil sie an einem Fernsehübertragungswagen Feuer gelegt haben sollen. Seit Januar 2004 wurden weiterhin mehr als 15 Journalisten ermordet; eine Beteiligung der Brigade ist unklar.

## Mitglieder
Die Brigade verfügt über etwa 500 Mitglieder, doch ist nicht klar, wie viele loyal zur Alex Boncayao-Brigade stehen.